# Кавазашвили, Анзор Амберкович
Анзо́р Амберкович Кавазашви́ли (груз. ანზორ კავაზაშვილი; род. 19 июля 1940, Батуми) — советский футболист, вратарь. Мастер спорта международного класса (1965). Бронзовый призер Чемпионата мира по футболу 1966 в Англии. Дважды был назван лучшим вратарём СССР (1965 и 1967), чемпион СССР (1965 и 1969), обладатель Кубка СССР (1968 и 1971). Заслуженный мастер спорта СССР (1967). Заслуженный тренер РСФСР (1983). Заслуженный работник физической культуры РСФСР (27.04.1990).

## Биография
Родился в Батуми в многодетной греческой семье. Начал играть в 1953 г. в футбольной команде Пионерского парка Батуми, продолжил в ДЮСШ «Динамо» Тбилиси (1956). Выступал за «Динамо» Тбилиси (1957—1959), «Зенит» Ленинград (1960).
В 1961—1968 играл в «Торпедо» Москва, в 1969—1971 — в «Спартаке» Москва.
С 1965 начал выступать за сборную СССР.
Вошёл в учреждённый в 1980 году символический Клуб Льва Яшина (как вратарь, сохранивший свои ворота неприкосновенными в 100 и более играх). На счету Кавазашвили 163 таких «сухих» матча. «Отличался великолепной реакцией и прыгучестью, быстротой перемещений в площади ворот, четкими действиями на выходах.» Дважды назывался лучшим вратарем страны (1965 и 1967).
В чемпионатах СССР (высшая лига) провёл 274 матча, в еврокубках — 15.
С 1972 совмещал клубную игру с тренерской работой. После завершения спортивной карьеры занимал посты ответственного секретаря Федерации футбола Госкомспорта РСФСР, заместителя председателя Союза спортсменов СССР (1991), первого заместителя председателя Комитета РФ по физической культуре, спорту и туризму (1994), так же был главой экспертного совета при президенте РФС по выявлению договорных матчей (2001—2003) и Председателем совета директоров махачкалинского «Анжи» (2017).
В настоящее время Президент Общероссийской общественной организации «Всероссийская федерация футбола» (ВФФ).
С 2013 года — почётный гражданин города Батуми.
В 2022 году по версии Международная федерация футбольной истории и статистики (IFFHS) был признан лучшим вратарем Грузии всех времен среди одиннадцати выдающихся футболистов

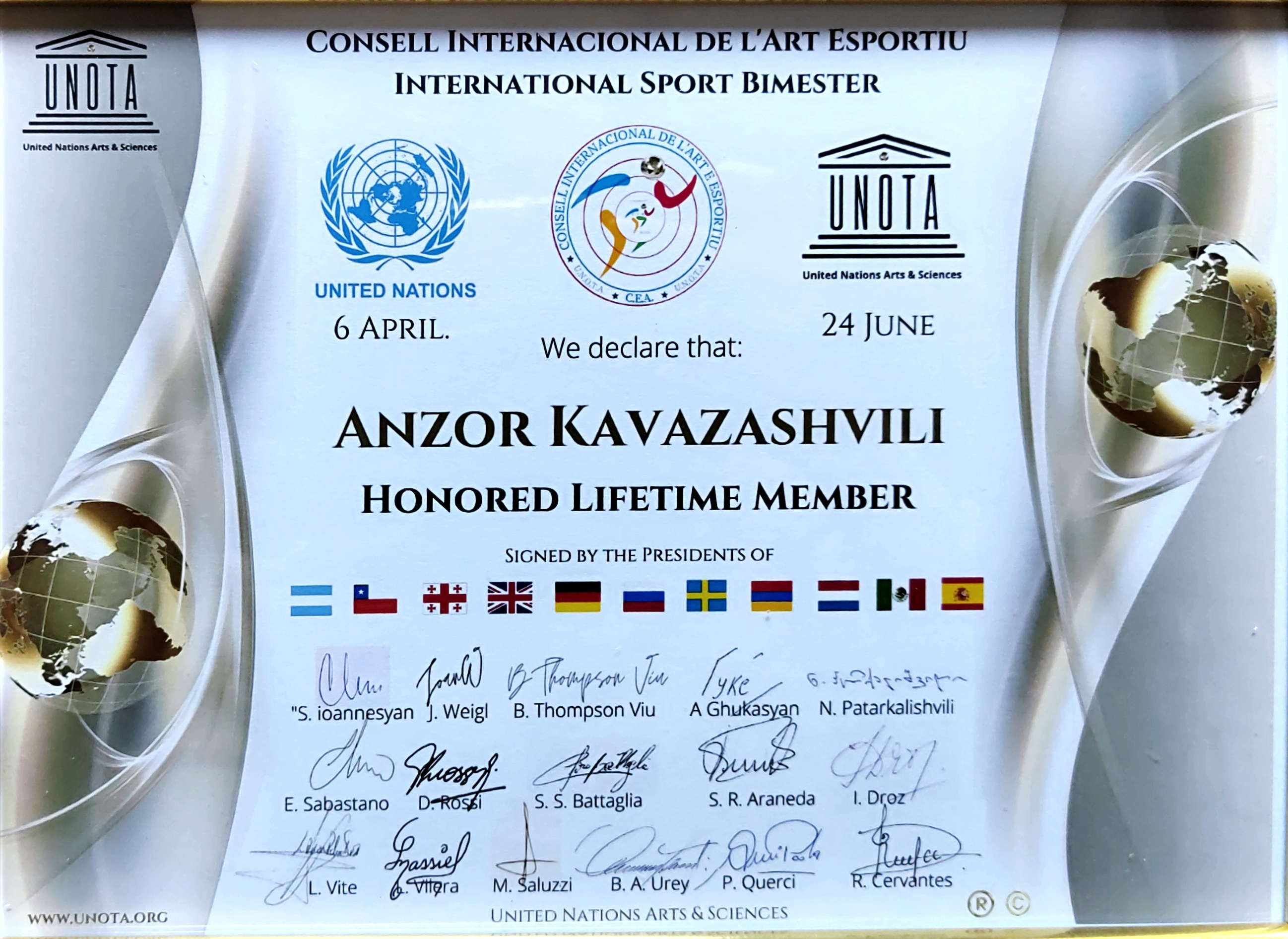
подтверждающее фото

В 2023 г. за заслуги перед мировым футболом, пропаганду дружбы и содружества среди народов планеты избран «Почетным пожизненным членом» «Международного Совета художественного спорта» (Международный спортивный биместр), деятельность которого находится под эгидой ЮНЕСКО и Организация Объединённых Наций
Проживает в Москве. Женат, двое детей.

### Сборная
Первый матч за сборную СССР провёл 27 июня 1965 года против Дании (6:0).
Участник двух чемпионатов мира (1966 в Англии, 1970 в Мексике). Выступал с Л. Яшиным на чемпионате мира 1966 года, когда сборная СССР заняла четвёртое место и футболисты получили бронзовые медали. Провёл на турнире 2 матча (КНДР 3:0, Чили 2:1).
Всего сыграл в сборной 29 матчей, пропустил 19 голов, 15 матчей отстоял «на ноль».
Последний матч за сборную провёл на ЧМ-70 в Мексике 14 июня 1970 года против Уругвая (0:1).

В 70-м в Мексике на чемпионате мира всё шло к тому, чтобы признать меня лучшим вратарём мира. Уже все брали у меня интервью. И вдруг… Четвертьфинал с Уругваем, 118-я минута матча… Жуткая жара. Кубила просто замотал нашего защитника Афонина. И вот за три минуты до конца матча Афонин замахнулся, а мяч ушёл за линию ворот. Капличный и Шестернёв поднимают руку, и я тоже. Счёт 0:0. А может, мы ещё успеем забить? Я быстренько на два шага из ворот вышел, пошёл за мячом. Вдруг Кубила затаскивает мяч опять в поле и подаёт его верхом. Я поворачиваюсь к судье, кричу: «Что он делает?!» Судья: «Играй!» И вот — секундное замешательство… Бегу к воротам, лечу за мячом и — уже не достаю. Мы рванули к судье, чтобы его за шкирку схватить. А он, когда увидел, что мы галопом летим за ним, так рванул от нас! Мы уже очухались, когда полполя пробежали. Я вернулся в ворота, продолжаем играть. И был момент, когда мы могли забить гол, но не забили. Итог 0:1. И тут же наше руководство спорта и государства, спасибо им большое, всю команду посадили в самолёт и отослали в Нью-Йорк. Наказали, значит. Помню, кое-кто просто плакал: «Сволочи! Почему же они нас выгнали?»

### Тренерская карьера
- «Торпедо» Кутаиси — играющий старший тренер (1972).
- «Спартак» Кострома — играющий старший тренер (1973—1975).
- Сборная Чада — главный тренер-консультант (1976—1977).
- Юношеская сборная РСФСР — старший тренер (1978, 1981—1983).
- Сборная Гвинеи — главный тренер-консультант (1985—1986).

## Командные достижения
- Чемпион СССР 1965 и 1969 в составе «Торпедо» и «Спартака»
- Серебряный призёр 1964
- Бронзовый призёр 1968, 1970
- Обладатель Кубка СССР 1968 и 1971 в составе «Торпедо» и «Спартака»
- В составе сборной команды РСФСР (юноши) в ранге старшего тренера на Спартакиаде народов СССР завоевал серебряные награды (1981)
- Полуфиналист чемпионата Европы 1968.

## Личные достижения
- Приз журнала «Огонёк» как лучший вратарь сезона: 1965, 1967
- В «33 лучших» — 6 раз (1—№ 1)
- Второй футболист СССР 1969 г. (приз еженедельника «Футбол-Хоккей» по опросу журналистов)
- Указом Президиума Верховного Совета РСФСР присвоено почётное звание «Заслуженный работник физической культуры РСФСР» (27.04.1990)
- Награждён государственной наградой — Орденом Почёта (2000) — за заслуги в развитии отечественного футбола[9].
- Награждён «Почетным знаком» Олимпийского Комитета России (2000)
- Награждён «Почетным знаком» Российского футбольного союза (2015)
- Награждён государственной наградой — медалью ордена «За заслуги перед Отечеством» II степени (2021)[10].